# Жорж Фрідман
Жорж Філіп Фрідман (фр. Georges Philippe Friedmann; фр.: [fʁidman] ; 13 травня 1902 — 15 листопада 1977) — французький соціолог і філософ, відомий своїм дослідженням про вплив промислової праці на людей та критикою неконтрольованого сприйняття технологічних змін у Європі та Сполучених Штатах ХХ століття.
Фрідман був третім президентом Міжнародної соціологічної асоціації (1956—1959).

## Біографія
Фрідман був останньою дитиною Адольфа Фрідмана (1857—1922), німецько-єврейського купця з Берліна, та Елізабет Натан (1871—1940). Він народився в Парижі, куди його батьки переїхали після одруження в Берліні в 1882 році. У 1903 році вони отримали французьке громадянство.
Після короткого періоду вивчення промислової хімії Фрідманн підготувався до агрегації філософії в престижному ліцеї Генріха IV у Парижі. У 1923—1926 роках вивчав філософію у Вищій нормальній школі. Він працював асистентом соціолога Селестена Бугле У Центрі соціальної документації, дослідницькому центрі соціальних наук при ENS, фінансованому банкіром Альбертом Каном, а пізніше — Фондом Рокфеллера.
Після смерті свого батька в 1929 році Фрідманн успадкував статок у 2,6 мільйона франків, що дозволило йому фінансувати кілька інтелектуальних журналів своїх молодих однокласників. Згодом Фрідман пожертвував значну частину своїх грошей Фонду Кюрі на дослідження раку. Після його смерті картини Дега, що дісталися Фрідману з колекції батька, були передані в дар Лувру.
1937 року Фрідман одружився з Ханею Ольшвеською, полькою-католичкою. У пари була одна донька Ліліана, яка народилася в 1941 році в Тулузі. Після смерті Хані в 1957 році Фрідман одружився з Марсель Ремон в 1960 році
Забравши сім'ю до Тулузи, Фрідманн приєднався до Французького руху опору під час Другої світової війни, коли через його комуністичну діяльність за ним полювало нацистське гестапо. Пізніше він писав, що втік від гестапо в 1943 році зав'дки тому, що двоє молодих вчителів сховали його у школі в Дордоні. [2] Щоденники Фрідмана з часів війни, опубліковані посмертно в 1987 році, описують його досвід як учасника руху Опору.
Усе своє життя Фрідман вважав себе світським євреєм, але антисемітизм, жахи Голокосту, а пізніше його залучення до молодої держави Ізраїль призвели до того, що він став більш симпатизувати єврейському народу та більше залучався до нього, хоча зазвичай радше як спостерігач, а не як член якоїсь конкретної релігійної спільноти.
Він отримав ступінь доктора наук у 1946 році за свою основну дисертацію про механізацію промислового виробництва та другорядну дисертацію про Лейбніца та Баруха Спінозу, обидві опубліковані як монографії.

## Наукова робота
У Вищій нормальній школі Фрідманн був близький до групи «Філософії», яка протистояла впливу Анрі Бергсона та сприяла перекладу ранніх філософських текстів Маркса до Франції, і включала Жоржа Політцера, Норберта Гутермана, Поля Нізана та Анрі Лефевра. Перший журнал групи, Esprit, і його наступник, Philosophies, фінансувалися коштом Фрідмана.
Протягом 1930-х років Фрідман здійснив кілька поїздок до Радянського Союзу, де спостерігав радянську промисловість і технології. Його книга 1938 року «De la Sainte Russie à l'URSS» зробила його авторитетом у прорадянській спільноті у Франції. Але навіть його поміркована критика СРСР і Сталіна спричинила запеклий конфлікт із членами Французької комуністичної партії та поклала початок відходу Фрідмана від політичної активності.
Докторська дисертація Фрідмана, опублікована після закінчення війни в 1946 році, розглядала «людські проблеми» автоматизації та механізації європейського промислового виробництва. Критичний історичний огляд парадигм промислового менеджменту, зокрема наукового менеджменту, промислової психології та людських стосунків, опублікований під назваою «Problèmes humains du machinisme industriel», досліджував зусилля соціологів щодо «гуманізації» промислової праці, яка була фрагментована та позбавлена кваліфікації індустріалізацією та тейлоризмом. Фрідман стверджував, що хоча ці зусилля були вдосконаленням «техніцистської ідеології» інженерії управління, соціальна наука не призвела б до значних змін у практиці праці без класового конфлікту та трансформації капіталістичної економічної системи.
Книгу Фрідмана вважають основоположним текстом французької соціології праці. Він вплинув на переорієнтацію французької соціології після Другої світової війни, відіграючи важливу роль у заснуванні Centre d'études sociologues та Institute des Sciences Sociales du Travail (ISST). Його впливовими учнями були Ален Турен, Мішель Крозьє, Жан-Даніель Рейно та Жан-Рене Треантон, який провів деякі з перших емпіричних робіт у промисловій соціології у Франції. Пізніше Фрідман заснував Центр масових комунікацій (CECMAS) у Практичній школа вищих досліджень, першими учасниками якого були Едгар Морен і Ролан Барт.
Фрідман багато подорожував світом, спостерігаючи та досліджуючи трудові практики та промислові моделі в Сполучених Штатах, Ізраїлі та Південній Америці. Його аналіз природи єврейського народу та ізраїльського суспільства в книзі «Кінець єврейського народу?», одній з небагатьох його робіт, які було перекладено англійською, привернув увагу ЗМІ в Сполучених Штатах.
Фрідман поступово змістив акцент з праці на ширшу проблематику «технічної цивілізації». Його остання книга, «Щастя і мудрість» (La Puissance et la Sagesse), суміш автобіографії та роздумів про сучасне суспільство, видозмінила його ранній марксизм і підкреслила важливість внутрішнього світу та моралі для гуманізації повоєнного суспільства споживання..

## Подальше читання
- Gremion et Piotet, eds. Georges Friedmann: Un sociologue dans le siècle: 1902—1977. Paris: CNRS Editions, 2014.
- Vatin, François. «Machinisme, marxisme, humanisme: Georges Friedmann avant et après-guerre.» Sociologie du Travail no. 46 (2004), 205—223.
- Vatin, François and Rot, Gwenaële. «Les avatars du travail à la chaîne dans l'ouvre de Georges Friedmann.» Genèses 4, no. 57 (2004), 23-40.